# Cleisostoma appendiculatum
Cleisostoma appendiculatum är en orkidéart som först beskrevs av John Lindley, och fick sitt nu gällande namn av George Bentham, Joseph Dalton Hooker och Benjamin Daydon Jackson. Cleisostoma appendiculatum ingår i släktet Cleisostoma och familjen orkidéer. Inga underarter finns listade i Catalogue of Life.